# Parafia Narodzenia Najświętszej Maryi Panny w Igołomi
Parafia Narodzenia Najświętszej Maryi Panny w Igołomi – rzymskokatolicka parafia znajdująca się w archidiecezji krakowskiej, w dekanacie Wawrzeńczyce, w Polsce.